# Milena Nováková-Malinská
Milena Nováková-Malinská, na matrice Lidmila Eugenie Josefa, (11. března 1888 Jičín – 25. června 1970 Praha) byla česká pedagožka, spisovatelka a publicistka.

## Životopis
Rodiče Mileny Josef Malinský soudce v Jičíně (31. října 1860) a Marie Malinská-Příhodová (6. března 1863), se vzali 1. května 1882. Sourozenci: Karel Malinský (1882–1942), Maria Sedláčková-Malinská (1883–1912), Robert Malinský (1884–1952), Josef Malinský (1886–1963), Božena Kolářská-Malínská (1889–1976), Vlasta Malínská (1890), Irena Malínská (1892–1968), Růžena Malinská (1893–1893), Zděnek Malínský (1894–1954), Jiří Malinský (1895–1950), Antonie Malínská (1896–1912), Anna Malínská (1897–1966) a František Malínský (1899–1900).
Matka byla veřejnou pracovnicí, spoluzakladatelkou Jičínského dívčího školství. Bratr Karel pracoval jako ministerský rada zemědělství (popraven 1942) a sestra Irena pracovala jako vyšší úřednice na Ministerstvu zahraničních věcí. Milena měla herecké plány, ale u rodičů s nimi neuspěla. Po literárních studiích se věnovala studiu skladby v Praze (1912–1915) u Karla Boleslava Jiráka a J. Novotného, na konzervatoři externě klavírní hře u Jindřicha Kaana (státní zkouška 1915).
4. března 1916 se v Jičíně provdala za Vojtu Nováka režiséra Národního divadla v Praze. Měli spolu syna Vojena Nováka (28. listopadu 1918) operního pěvce; 8. prosince 1918 vystoupila z církve. Krátce působila jako učitelka hudby, potom jako klavíristka provázela mužova vystoupení a věnovala se publicistice a literatuře.
Cestovala po Německu, Itálii, Švýcarsku, Francii a Rakousku. Byla členka PEN-clubu v Praze, Syndikátu českých spisovatelů a hudebních skladatelů, Kruhu Přátel českého jazyka (členka výboru), Klubu umělců, Ústavu pro národní výchovu (jeho literárního odboru), Ženské národní rady, Osvětového odboru při Sdružení vysokoškolsky vzdělaných žen, Ochrany matek v Praze XIX. a Společnosti Boženy Němcové (od 1947 předsedkyní).

## Dílo

### Próza
- Bez kotvy: románová studie – Praha: vydáno Fondem Julia Zeyera při České akademii věd a umění, 1924
- Tělem i duší: prózy – Praha: A. Král, 1926
- Muž a boj: román – Praha: Antonín Svěcený, 1932
- Teď nebo nikdy: román – Praha: Čin, 1936
- Muži nemilují andělů: [třináct povídek s dobrým koncem] – s obrazovou výzdobou Zdeňka Seidla. Praha: Českomoravský Kompas, 1939
- Básnířka života a snu: literární podobizna Růženy Svobodové; dřevoryt a grafická úprava Cyrila Boudy – Praha. Topičova edice, 1940
- Ohnivý žebřík: setkání ve snu a pravdě – Praha: Českomoravský Kompas, 1944
- Kolébka na vlnách: [dvě novely] – Praha: Topičova edice, 1946
- Věrná socialistka Charlotta Garrigue Masaryková: k 25. výročí jejího skonu – Praha: Cíl, publikační oddělení, 1948
- Společnost Boženy Němcové v Praze: k pětadvacetileté činnosti 1933-1958 – Praha: Státní pedagogické nakladatelství, 1958

### Drama
- Jitřenka: (o mládí Boženy Němcové): hra o pěti obrazech – Praha: Dilia, 1957

### Příspěvky v časopisech
Čas, Časopis lékařů českých, České slovo, Československá žena, Čin, Divadlo, Domov a svět, Host, Lidová demokracie, Lidové noviny, Lumír, Národní osvobození, Národní práce, Naše zprávy, Pestré květy, Pestrý týden, Práce, Pramen, Právo lidu, sb. Prezident budovatel, Program D 41, (pokr. Umělecký měsíčník D 48), Přítomnost, Ranní noviny, Rozhledy, Rozpravy Aventina, Salon, Slovanský přehled, Svět práce, Svobodné noviny, Svobodné slovo, Topičův sborník, sb. Účtování s výhledy, Večerník Práva lidu, Venkov, Vlasta, Ženská rada, Ženské noviny.